# Кот Юрій Миколайович
Юрій Миколайович Кот (нар. 22 січня 1966) — український піаніст, лауреат міжнародних конкурсів, Народний артист України (2019). Лауреат премії ім. Л. Ревуцького (2000), чоловік Ірини Алексійчук.

## Життєпис
Народився 22 січня 1966 року у м. Красноармійську Донецької області (Україна).
У 1977–1984 роках навчався у Київській середній спеціальній музичній школі-десятирічці ім. М. В. Лисенка (викладач — Л. А. Вайнтрауб). У 1991 р. з відзнакою закінчив Київську державну консерваторію ім. П. І. Чайковського за фахом «фортепіано», а в 1993 р. — асистентуру-стажування на кафедрі фортепіано вищезгаданого навчального закладу (клас проф. В. О. Козлова).
Лауреат Національного конкурсу піаністів ім. М. В. Лисенка (Київ, 1988); дипломант Всесоюзного конкурсу піаністів ім. С. Рахманінова (Москва, 1990); лауреат І-го Міжнародного конкурсу піаністів ім. С. Прокоф'єва (Санкт-Петербург, 1992). У складі фортепіанного дуету з Іриною Алексійчук — лауреат І-го Міжнародного конкурсу виконавців камерної музики «Золота осінь» (Хмельницький, 1993); переможець 45-го Міжнародного конкурсу фортепіанних дуетів ARD (Мюнхен, 1996); лауреат 6-го Міжнародного конкурсу фортепіанних дуетів Murray Dranoff (Маямі, 1997).
Гастролював як соліст в Україні, Росії, Казахстані, Югославії, Польщі, Словаччині, Німеччині та США з концертними програмами з творів композиторів різних епох та музичних напрямків, а також у складі фортепіанного дуету з Іриною Алексійчук.
Виступав з багатьма симфонічними оркестрами України, Росії, Німеччини та США. Серед них Академічний симфонічний оркестр Санкт-Петербурзької філармонії (диригент — М.Алєксєєв); Національний заслужений академічний симфонічний оркестр України (диригент — Асуші Маеда, Японія), Національний симфонічний оркестр Київської філармонії (диригент — М.Дядюра); Державні симфонічні оркестри Дніпропетровської, Луганської, Запорізької та Донецької філармоній (диригенти — В.Блінов, Р.Нігматулін, Н.Пономарчук, В.Рєдя, О.Долінський); оркестр Баварського Радіо (Мюнхен, Німеччина, диригенти — Вольфганг Бальцер, Лотар Загросек); камерний оркестр «MERCK» (Дармштадт, Німеччина, диригент — Крістіан Рудольф Рідель); симфонічний оркестр New World Symphony (Маямі, США, диригент — Ніл Стальберг) та ін.
Постійно співпрацює з Українським радіо та телебаченням України, Росії, Югославії, Німеччини та США.
Є членом Українського Рахманіновського товариства та Української асоціації піаністів — лауреатів міжнародних конкурсів.
Брав участь у міжнародних фестивалях: «Київ-Музик-Фест», «Музичні прем'єри сезону», фестиваль пам'яті Володимира Горовиця (Київ); «Musiksommer-97» (Дрезден); «Two Pianos Plus» (Маямі); фестиваль музики С. Прокоф'єва (Санкт-Петербург), 13-й Міжнародний фестиваль музики краківських композиторів (Краків, 2001) та ін.
Брав участь у роботі журі таких конкурсів: І-й міський конкурс юних піаністів ім. Пухальського (Київ, Україна); І-й Міжнародний конкурс юних піаністів ім. С. Прокоф'єва (Санкт-Петербург, Росія); І-й Міжнародний конкурс юних піаністів, скрипалів та віолончелістів (Тбілісі, Грузія); І-й Міжнародний конкурс юних піаністів GRADUS AD PARNASSUM (Крагуєвац, Югославія).
З 1994 р. викладає на кафедрі спеціального фортепіано Київської Національної музичної академії ім. П. І. Чайковського. З 1995 р. двічі на рік проводить майстер-класи виконавської майстерності в Сербії (Югославія), проводив майстер-класи в Японії (2000 рік — Токіо, Кіото, Мацуяма, Хіросіма, Ямагучі). Того ж року отримав звання Заслуженого артиста України, а в 2019 - Народного артиста України.